# ديفيد إس. بينتر
ديفيد إس. بينتر (بالإنجليزية: David S. Painter)‏ هو مؤرخ أمريكي، ولد في 1948.